# Epitheca spinigera
Epitheca spinigera – gatunek ważki z rodziny szklarkowatych (Corduliidae). Występuje w Ameryce Północnej.